# Henrikke Nervik
Henrikke Nervik (Noruega, 8 de julio de 1988) es una árbitra de fútbol noruega internacional FIFA desde el 2014, dirige los partidos de la Toppserien.

## Torneos de selecciones
Ha arbitrado en los siguientes torneos de selecciones nacionales:
- Clasificatorios para el Campeonato Europeo Femenino Sub-19 de la UEFA 2015
- Clasificatorios para el Campeonato Europeo Femenino Sub-17 de la UEFA 2014-15
- Clasificatorios para el Campeonato Europeo Femenino Sub-19 de la UEFA 2016
- Clasificatorios para el Campeonato Europeo Femenino Sub-17 de la UEFA 2017-18
- Clasificatorios para el Campeonato Europeo Femenino Sub-17 de la UEFA 2018-19
- Clasificación para el Campeonato Europeo Femenino Sub-19 de la UEFA 2019
- Clasificación para la Eurocopa Femenina 2021

## Torneos de clubes
Ha arbitrado en los siguientes torneos internacionales de clubes:
- Liga de Campeones Femenina de la UEFA